# Fischbach
Fischbach (luxemburguès Fëschbech) és una comuna i vila a l'est de Luxemburg, que forma part del cantó de Mersch. Comprèn les viles de Fischbach, Angelsberg, Koedange i Schoos.

## Població
| Nacionalitat   | Població | %      |
| -------------- | -------- | ------ |
| luxemburguesos | 505      | 79,53% |
| Forasters      | 130      | 20,47% |
| - portuguesos  | 46       | 7,24%  |
| - francesos    | 10       | 1,57%  |
| - italians     | 6        | 0,94%  |
| - belgues      | 31       | 4,88%  |
| - alemanys     | 8        | 1,26%  |
| - iugoslaus    |          |        |
| - altres       | 29       | 4,57%  |

## Evolució demogràfica
| Any        | Població |
| ---------- | -------- |
| 15/02/2001 | 635      |
| 01/01/2002 | 622      |
| 01/01/2003 | 651      |
| 01/01/2004 | 660      |
| 01/01/2005 | 684      |